# Pardosa papilionaca
Pardosa papilionaca este o specie de păianjeni din genul Pardosa, familia Lycosidae, descrisă de Chen și Song în anul 2003. Conform Catalogue of Life specia Pardosa papilionaca nu are subspecii cunoscute.